# 杉木明子
杉木 明子（すぎき あきこ）は、日本の政治学者。慶應義塾大学法学部政治学科教授。日本比較政治学会専務理事。専門は現代アフリカ政治、国際関係論。

## 人物・経歴
1987年津田塾大学学芸学部英文学科入学。1990年から1991年までロンドン大学クイーン・メアリーに留学し、1992年に津田塾大学学芸学部国際関係学科を卒業し、高等学校教諭第1種免許（社会科）や中学校教諭第1種免許（社会科）も取得した。
1994年ロンドン・スクール・オブ・エコノミクス大学院国際関係論修士課程修了、M.Sc. (国際関係学修士）。1995年慶應義塾大学大学院法学研究科政治学専攻修士課程修了、修士（法学）。1997年エセックス大学国際人権論修士課程修了、M.A.（国際人権論修士）。2002年同大学政治学専攻博士課程修了。2003年同大学Ph.D.（政治学博士）。
同年神戸学院大学法学部専任講師。2004年同助教授。2010年ヨーク大学難民研究センター客員研究員。2013年神戸学院大学法学部教授。2014年日本アフリカ学会『アフリカ研究』編集委員。2018年慶應義塾大学法学部教授。2019年国際人権法学会事務局次長。2022年日本比較政治学会専務理事。

## 著作
- 『難民･強制移動研究のフロンティア』（墓田桂, 池田丈佑, 小澤藍と共編著）現代人文社 2014年
- 『国際的難民保護と負担分担 : 新たな難民政策の可能性を求めて』法律文化社 2018年
- "Repatriation, Insecurity and Peace: A Case Study of Rwandan Refugees" Akiko Sugiki, and etc., Springer 2020年